# Lee Yun-gi
Lee Yun-gi  (Hangul: 이윤기) es un escritor y traductor surcoreano.

## Biografía
Lee Yun-gi nació en la provincia de Gyeongsang del Norte, Corea del Sur, el 5 de mayo de 1947. Aunque debutó en la literatura en 1977 y publicó su primera recopilación de relatos cortos Helicóptero blanco en 1988, no fue hasta mediados de los noventa que ganó reconocimiento como escritor de ficción. En los veinte primeros años de su carrera fue más conocido como traductor, y cuando se publicó su primera novela Las puertas del cielo en 1994, había traducido más de 150 obras, incluyendo El nombre de la rosa y El péndulo de Foucault de Umberto Eco.

## Obra
Lee Yun-gi utiliza su conocimiento de la mitología para construir narraciones ricas en símbolos y metáforas. Su experiencia como traductor, que requiere prestar atención al significado exacto de cada palabra, da precisión y exactitud a su lenguaje. Su escritura contiene muchos diálogos. Aunque los escritores coreanos suelen centrarse más en las descripciones que en los diálogos, él usa los diálogos para avanzar en la narración. Estos son concisos, pero llenos de sentido, y tan dinámicos que los lectores pueden imaginarse que escuchan una conversación real.
En sus obras se centra en entender las diferentes formas de vida a través de la comunicación con los otros. Su actitud vital se caracteriza por la generosidad y el optimismo. No se queja de las crueldades de la vida, ni se frustra por las dificultades o se desespera por la vileza de la naturaleza humana. Más que exponer los problemas vitales, se concentra en resolverlos a través de su obra. Usa a menudo aforismos para intentar expresar verdades universales. Otra característica de su ficción es el humor y el ingenio. Usa de forma libre su vasto conocimiento de la historia, la mitología y la cultura de Occidente y Oriente.
En 1998 ganó el Premio Literario Dong-in y en 2008 el Premio Literario Daesan y el Premio de Traducción de Corea.

## Obras en coreano (lista parcial)
Recopilación de relatos
- Helicóptero blanco (Hayan hellikopteo), Seeing One Road,
- Mirando los caminos (Oegil bogi, dugil bogi)
- Corbata de moño (Nabi nektai)

Novelas
- Puerta al paraíso (Haneurui mun)
- Luz del sol y luz de la luna (Haetbitgwa dalbit)
- Descendencia de amor (Sarangui jongja)
- La casa donde los árboles rezan (Namuga gidohaneun jip)

Colecciones de ensayos
- Escuela para adultos (Eoreunui hakgyo)
- Arcoiris y prisma (Mujigaewa peuriseum)

Traducciones
- El nombre de la rosa (Jangmiui ireum) de Umberto Eco
- El péndulo de Foucault (Pukoui jinja) de Umberto Eco
- La isla del día antes (Jeonnarui seom) de Umberto Eco
- Chamanismo (Shamaniseum) de Mircea Eliade
- Metamorfosis (Byeonsin iyagi) de Ovidio
- El hombre y sus símbolos (Ingangwa sangjing) de Carl Jung

## Premios
- Premio Literario Dong-in (1998)
- Premio Literario Daesan (2008)
- Premio Coreano de Traducción (2008)